# جزر (أتيكا)
جزر أتيكا إحدى مقاطعات اليونان. وتضم الجزر التالية:
- إيجينا
- أغيسترى
- كيثيرا
- هيدرا
- بوروس
- سالاميس أو سالأمينا
- سبيتسيس
- ترويزين أو ترويزينيا

## روابط داخلية
- قسم التنظيم الإداري لمدينة أثينا عاصمة اليونان